# Théophile Lefebvre
Pour les articles homonymes, voir Lefebvre.
Charlemagne Théophile Lefebvre, né à Nantes, le 5 mars 1811, et mort à Marseille le 6 juillet 1860, est un officier de marine et voyageur français.

## Biographie

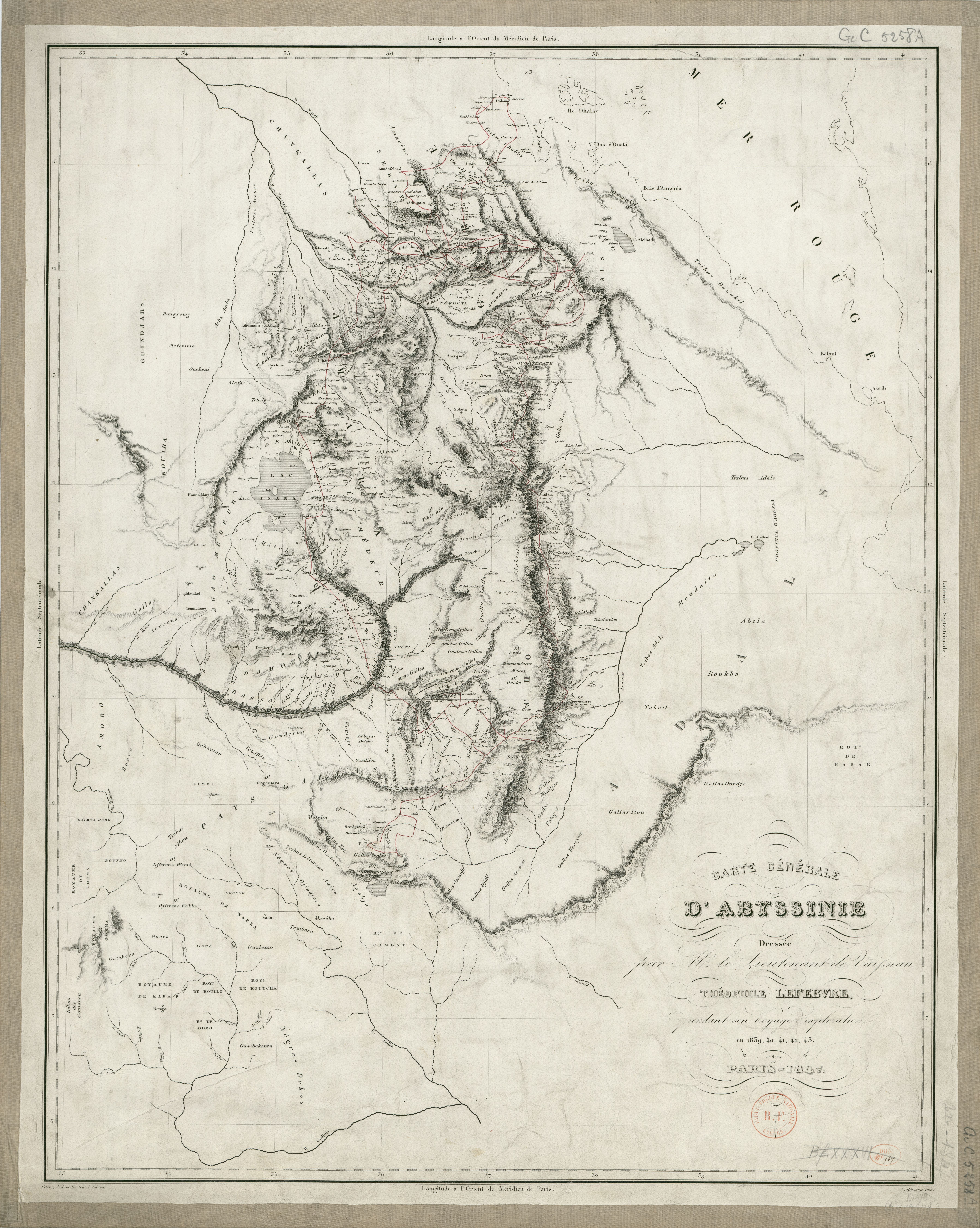
Carte générale d'Abyssinie dressée par M. le Lieutenant de Vaisseau Théophile Lefebvre pendant son voyage d'exploration en 1839, 40, 41, 42, 43

Fils d'un officier de marine, il fait ses études à Lorient. Il entre ensuite au Collège royal de la Marine d'Angoulême en 1825. Il embarque en 1827, et devient lieutenant de frégate (enseigne de vaisseau) en 1832.
En 1836, il participe à une mission au Brésil. Il habite ensuite au Caire, où il apprend l'amharique. En 1839, il entreprend une mission scientifique en Abyssinie avec le zoologiste Antoine Petit et le botaniste Léon Richard Quartin-Dillon. Cette mission est financée par le ministère du Commerce et de l'Agriculture, avec le transport gratuit sur les navires de l'État et le maintien de son traitement. Il arrive en Égypte fin 1838, et à Massawa en juin 1839, puis se rend à Adwa. Début 1840, il y signe un traité avec le däjjach du Tigray, Webe Hayla-Maryam, par lequel ce dernier cède à la France la baie d'Amphiléa, au sud de Mascara. Lefebvre retourne en France présenter cette offre, qui est rejetée par le gouvernement français qui estime qu'il s'agit d'un territoire ottoman. Lefebvre est cependant nommé chevalier de la Légion d'honneur et promu lieutenant de vaisseau (10 octobre 1840).
Lefebvre séjourne à nouveau en Éthiopie de 1841 à 1843. De retour en France, il est affecté au service cartographique de la Marine pour préparer la publication des résultats de sa mission. Il retourne au Tigray en 1847 pour recruter des travailleurs pour La Réunion, en parallèle à la mission de Charles-Xavier Rochet d'Héricourt. Il se rend à Massawa, puis à Adwa. Rentré en France en 1853, il prend sa retraite le 24 décembre 1854, puis retourne à Adwa la même année et se marie. Il est rapatrié en 1856, frappé d'« aliénation mentale ». Il est hospitalisé à Marseille, où il meurt.
Il publie le récit de son voyage en six volumes entre 1845 et 1851. Trois ouvrages sont de sa main, les autres sont des comptes rendus de travaux de botanistes, zoologues et géologues qui ont voyagé avec lui.

## Travaux
- Carnet de vocabulaire de la langue du Tigré (province d'Éthiopie), 1839
- Voyage en Abyssinie exécuté pendant les années 1839, 1840, 1841, 1842, 1843..., Arthus Bertrand, Libraire de la Société de Géographie, 1845-1851, texte intégral en ligne

## Distinction
- Chevalier de la Légion d'honneur, 10 octobre 1840[9].